# Greninja
Greninja (ゲッコウガ?, Gekkouga) è un Pokémon di stadio due della sesta generazione, di tipo Acqua/Buio. Il suo numero identificativo Pokédex è 658. Nel contesto del franchise creato da Satoshi Tajiri, Greninja evolve da Frogadier.
Ideato dal team di designer della Game Freak, Greninja fa la sua prima apparizione nel 2013 nei videogiochi Pokémon X e Y. Un esemplare di Greninja ha un ruolo centrale nella Serie XY dell'anime Pokémon come uno dei Pokémon principali di Ash Ketchum, doppiato da Yūji Ueda. Questo Greninja ha consolidato a tal punto il suo legame con Ash per trasformarsi in una forma unica e potente, Ash-Greninja, che è apparsa successivamente nei giochi come una forma potenziata di Greninja accessibile ai giocatori della versione demo speciale di Pokémon Sole e Luna. Greninja è stato introdotto come personaggio giocabile nel videogioco Super Smash Bros. per Nintendo 3DS e Wii U, ed è apparso inoltre nel manga Pokémon - La grande avventura.
Greninja ha ricevuto un'accoglienza molto positiva, diventando rapidamente uno dei Pokémon più popolari della sesta generazione grazie al suo design accattivante e alla sua viabilità nel gioco competitivo. La sua popolarità ha portato alla sua integrazione in vari merchandising e promozioni del franchise Pokémon.

## Apparizioni

### Videogiochi
Nei videogiochi Pokémon X e Y Greninja è ottenibile in seguito all'evoluzione di Frogadier.
Nella demo di Pokémon Sole e Luna è possibile ottenere un esemplare di Greninja di proprietà dell'allenatore Ash dotato dell'abilità Morfosintonia.

### Anime
Ash Ketchum possiede un esemplare di Greninja, evoluzione del suo Frogadier.

## Accoglienza

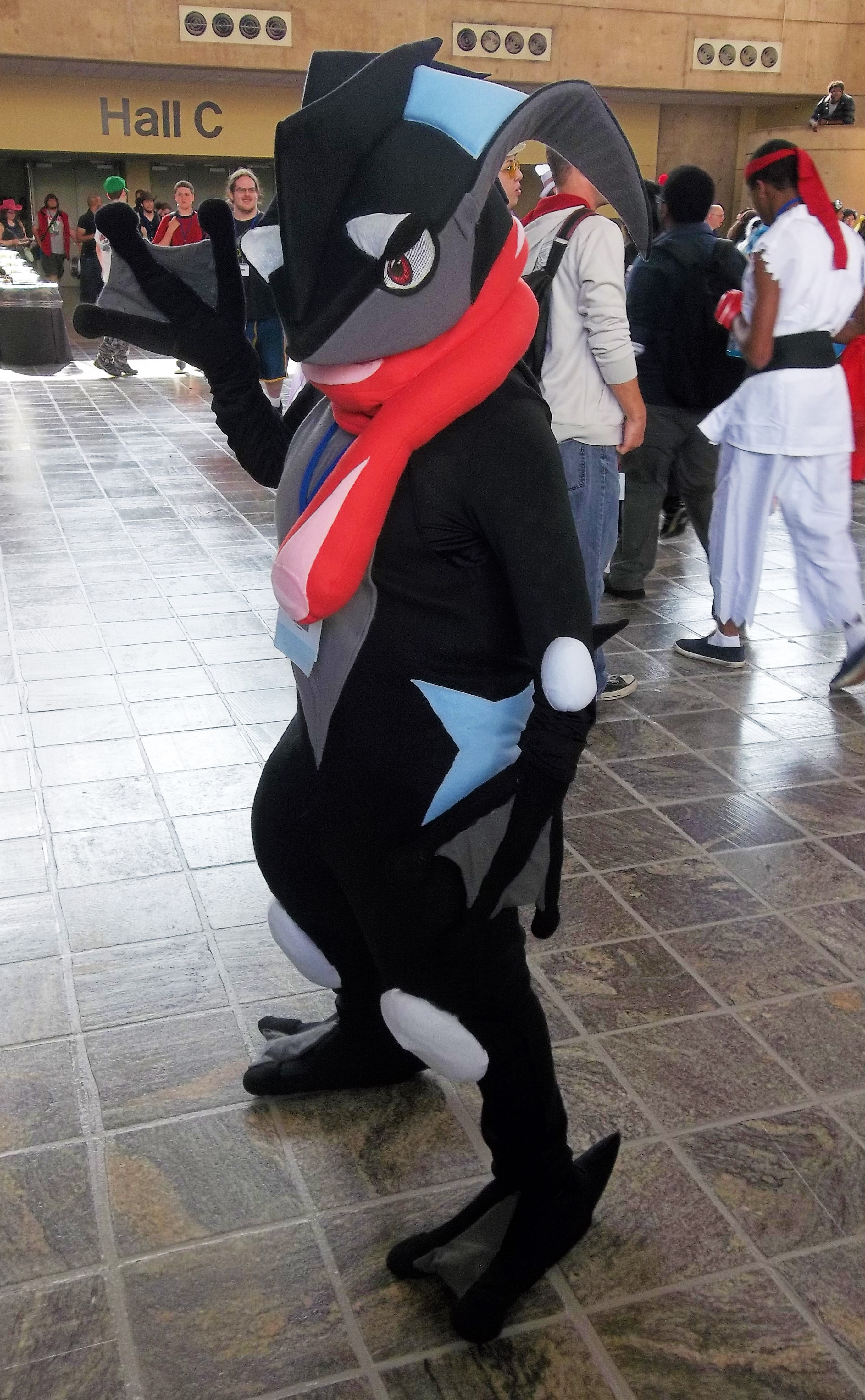
Cosplayer con costume da Greninja

Greninja si è dimostrato il Pokémon più popolare introdotto in X e Y. Una volta rivelato, è stato definito "fantastico e ... probabilmente popolare per il solo design". Un sondaggio del 2016 in Giappone realizzato da The Pokémon Company ha stabilito che Greninja era la specie di Pokémon più popolare nel paese. Ash-Greninja è stato descritto come "un'aggiunta elegante" e una "grande risorsa" per la squadra del giocatore.
L'accoglienza della sua inclusione in Super Smash Bros. è stata per lo più positiva: molti recensori online hanno infatti apprezzato l'unicità del personaggio e sono rimasti sinceramente sorpresi dalla sua rivelazione. L'inclusione di Greninja nel film Detective Pikachu ha anche ricevuto elogi per essere rimasto fedele alla sua rappresentazione ninja nei videogiochi e nell'anime, sebbene alcuni abbiano criticato la "sciarpa lingua viscida" in quanto "super disgustosa" quando resa in CGI.
Greninja è stato nominato "Pokémon dell'anno" 2020, in base ai risultati di un sondaggio condotto da Google e The Pokémon Company.